# Harmothoe macquoriensis
Harmothoe macquoriensis är en ringmaskart som beskrevs av Averincev 1978. Harmothoe macquoriensis ingår i släktet Harmothoe och familjen Polynoidae. Inga underarter finns listade i Catalogue of Life.